# Minecraft Legends
『Minecraft Legends』（マインクラフトレジェンズ）は、2023年のリアルタイムアクションストラテジーゲームである。Mojang StudiosとBlackbird Interactiveによって開発され、Xbox Game Studiosによって発売されたビデオゲームである。2011年に発売されたサンドボックスゲーム『Minecraft』のスピンオフ作品であり、2023年4月18日にWindows、Nintendo Switch、PlayStation 4、PlayStation 5、Xbox One、Xbox Series X/S向けに発売された。その後、2024年1月10日をもって開発が終了した。
本作の目的は、ネザー次元から来たブタのようなヒューマノイド生物であるピグリンの侵略からオーバーワールドを守ることである。プレイヤーは、資源を収集しながら徐々に自らの建造物や部隊を強化していく。ゲームは批評家から賛否両論の評価を受け、ゲームプレイの実行面が称賛される一方で、その反復的な性質が批判された。

## ゲーム内容
Minecraft Legendsの舞台は、さまざまなバイオームや天然資源に満ちた地球のようなMinecraftのディメンションであるオーバーワールドであり、ネザーからのピグリンの大群による襲撃を受けている。オーバーワールドには、友好的な村、敵対的なピグリンの前哨基地、そしてウェル・オブ・フェイト（プレイヤーのスポーン地点および高速移動の拠点）が存在する。Minecraftと同様に、オーバーワールドは手続き型生成されており、ゲームをプレイするたびにユニークな世界が作り出される。
プレイヤーは資源を収集して防御設備を構築し、建物をアップグレードし、部隊を召喚する。プレイヤーは、オーバーワールドで見つかる堆積物から木材や石といった基本的な資源を、友好的なアレーに収集させることで手に入れる。一方、レッドストーンやラピスラズリといった他の資源は、高度な建造物の建設や強力な部隊の召喚に使用されるが、それらはウェル・オブ・フェイトのアップグレードを行うまで使用できない。一部の建物を建設するのに必要なプリズマリンは、ピグリンの建造物を倒すことでしか収集できない。プレイヤーは収集した資源を使用して建物を建設したり、ウェル・オブ・フェイトをアップグレードすることができる。壁や砲塔といった防御設備は、友好的な村やプレイヤーの前哨基地を守る役割を果たす。スポナーは、プレイヤーが軍隊に勧誘できる友好的な部隊を召喚する。レッドストーンキャノンのような攻撃的建造物は、長距離から目標に爆発性の砲弾を投射する。ウェル・オブ・フェイトをアップグレードすることで、より高度な建物や部隊が解放される。
戦闘の主な目的は、ピグリンの前哨基地を破壊し、定期的に襲来するピグリンから友好的な村を防衛することである。プレイヤーは召喚した部隊を使ってピグリンの前哨基地を攻撃・破壊する。プレイヤーは自らの乗騎に乗ってオーバーワールドを移動し、戦場で軍隊に指示を出すことができる。これらの指示には、集結、停止、突撃といった命令が含まれる。プレイヤーは、自身の剣を使って敵を直接攻撃することもできる。プレイヤーは、部隊を召喚するためのスポナー建造物を構築したり、オーバーワールド各地に見つかるキャンプから部隊を勧誘することで、自らの軍隊を編成する。
Minecraft Legendsは、『Minecraft: Bedrock Edition』と同じ通貨「Minecoins」を採用している。この通貨は、ゲーム内で追加のスキンや乗騎を購入するために使用される。ゲームはオプションとして「デラックススキンパック」が付属しており、ゲーム内で使用できる6種類の追加スキン（1つのヒーロースキンと5つの乗騎スキン）が含まれている。

### ゲームモード
キャンペーンはMinecraft Legendsのシングルプレイヤーストーリーモードであり、マルチプレイヤーモードのチュートリアルとしての役割を果たしている。プレイヤーは、それぞれ固有のボスを持つ3つのピグリンの大群を倒さなければならない。大群を倒すことで、最終ボスである「ザ・グレート・ホッグ」が解放される。最終ボスを倒すと、プレイヤーはキャンペーンをクリアとなる。「ロスト・レジェンズ」は、プレイヤーを強敵と戦わせる月間チャレンジイベントである。チャレンジをクリアすると、特別なコスメティックアイテムが報酬として与えられる。
Minecraft Legendsはまた、プレイヤー同士が競い合うことができる協力プレイとコンペティティブなPvP（対人戦闘）モードの両方を備えている。協力プレイでは、プレイヤーが協力して強力なAIのボスを倒すことを目的とする。PvPモードでは、3人から4人のプレイヤーでチームを組み、相手チームのウェル・オブ・フェイトを破壊しつつ、自分たちのウェル・オブ・フェイトを守ることが目標となる。相手チームのウェル・オブ・フェイトを最初に破壊したチームが勝利となる。

## 設定

### 前提
Minecraft Legendsは、ネザーから侵略してきたピグリンによって占領されたMinecraftのオーバーワールドを舞台としている。物語上、本作の出来事は、村人たちの間で世代を超えて語り継がれてきた伝説として描かれている。侵略に対応して、偉大な英雄が立ち上がり、オーバーワールドのモブ（生物）たちを団結させることでピグリンを撃退し、オーバーワールドを壊滅から救う。

### ストーリー
ゲームは、プレイヤーが洞窟で採掘を行っている場面から始まり、そこで3人の存在、アクション、ナレッジ、フォーサイトと出会う。この3人はホストと呼ばれ、オーバーワールドの管理者である。3人は、ネザーとオーバーワールドの間で戦争が起きているこの世界を救うために協力してほしいとプレイヤーを説得する。その後、プレイヤーはその世界に転送される。チュートリアルを完了すると、プレイヤーはネザーから侵略を受けているいくつかの村を救うことになる。その後、プレイヤーは村への侵攻を準備している3つのネザーの前哨基地を破壊する。さらに、プレイヤーは3つの異なる地域に存在する9つのネザーポータルを破壊する。それぞれの地域では、プレイヤーは「デヴァウアー」、「ザ・ビースト」、「ザ・アンブレイカブル」というピグリンのボスを倒さなければならない。すべてのポータルを破壊し、すべてのボスを倒すと、プレイヤーは最終ボスである「ザ・グレート・ホッグ」と戦うことになる。
プレイヤーがザ・グレート・ホッグを倒した直後、ザ・グレート・ホッグは最後の力を振り絞ってウェル・オブ・フェイトを破壊しようとする。しかし、その試みは裏目に出て、彼の軍勢はポータルに飲み込まれネザーへ送り返される。そして、ついにザ・グレート・ホッグは命を落とす。戦いの後、オーバーワールドではピグリンに勝利したことを祝う盛大な祭典が開かれる。しかし、すべてが平和というわけではない。英雄と共に戦った戦士の村人たちは、戦いに加わらなかった平和主義の村人たちを憎み、両者の間に溝が生じる。また、ホストたちはこの世界を英雄に託し、別の地へ去っていった。

## 開発
Minecraft Legendsの開発は2018年に始まった。本作は、2022年6月12日に開催されたXboxとベセスダによるゲームショーケースで発表された。ショーの後、MinecraftのYouTubeチャンネルで公開されたトレーラーが追加プラットフォームを確認した。本作はシリーズの創作者であるMojang Studiosが、Relic Entertainmentの元社員によって設立されたチームであると協力して開発した。Relic Entertainmentは、リアルタイムストラテジーゲームシリーズ『Homeworld』の開発で最も知られている。
Minecraft Dungeonsの成功を受けて、Minecraft Legendsは、別のスピンオフ作品であり、2023年4月18日にリリースされた。Nintendo Switch、PlayStation 5|4、Steam、Windows 11|10、PC Game Pass、Xbox Game Pass、Xbox Series X/S、Xbox One、そしてXbox Cloud Gamingでプレイ可能になっている。
2024年1月10日、MojangはMinecraft Legendsに対して今後のアップデートを行わないことを発表した。

## 評価
Minecraft Legendsは、レビュー集約サイトMetacriticによれば「混合または平均的な」評価を受けた。批評家たちは一般的に本作を楽しいと感じる一方で、反復的で深さに欠けると指摘した。批評家たちは、Minecraftをテーマにしたアートスタイル、資源収集メカニクス、基地構築のゲームプレイを高く評価した。また、マルチプレイヤーの協力プレイやPvPモードも好評であったしかし、一部のレビュアーはゲームの戦略的深みの欠如、AIの不備、退屈なゲームプレイを批判した。IGNはこれを「選択と結果という常に重要な要素を損なうことなく、非常に複雑なジャンルをスリム化するのに成功した魅力的な戦略ゲーム」と評した。一方、PCMagは、本作が「複雑なジャンルを理解しやすくしようとする試みが基本を損ない、複雑な部分を台無しにし、最終的に未完成な体験のように感じられる」と述べた。
Minecraft Legendsは、2023年5月のリリースから2週間で300万人のプレイヤーに達した。